# Moritz Lazarus
Moritz Lazarus (Filehne, 15 settembre 1824 – Merano, 13 aprile 1903) è stato un filosofo e psicologo tedesco, di origine ebraica, oppositore vocale dell'antisemitismo del suo tempo.

## Biografia
Era figlio di Aaron Levin Lazarus, allievo di Akiba Eiger, e lui stesso presidente del Beth Din e della Yeshivah di Filehne, dove morì nel 1874. Studiò letteratura e storia ebraica, e successivamente diritto e filosofia all'Università Humboldt di Berlino. Nel 1850 ottenne il dottorato di ricerca e nello stesso anno si sposò con Sarah Lebenheim.
Dal 1860 al 1866 fu professore all'Università di Berna, e successivamente tornò a Berlino come professore di filosofia alla Kriegsakademie (1868) e successivamente all'Università di Berlino (1873). In occasione del suo settantesimo compleanno venne insignito del titolo di Geheimrath. Morì a Merano.

## Filosofia
Il principio fondamentale della sua filosofia era che la verità non deve essere cercata nelle astrazioni metafisiche o a priori, ma nell'indagine psicologica, e inoltre questa indagine non può limitarsi con successo alla coscienza individuale, ma deve essere dedicata principalmente alla società nel suo insieme. Lo psicologo deve studiare l'uomo dal punto di vista storico o comparativo, analizzando gli elementi che costituiscono il tessuto della società, con i suoi costumi, le sue convenzioni e le principali tendenze della sua evoluzione.
Questa Völkerpsychologie (psicologia popolare o comparata) è uno dei principali sviluppi della teoria filosofica di Johann Friedrich Herbart. É una protesta non solo contro il cosiddetto punto di vista scientifico dei filosofi naturali, ma anche contro l'individualismo dei positivisti.
A sostegno della sua teoria fondò, assieme a Heymann Steinthal, la Zeitschrift für Völkerpsychologie und Sprachwissenschaft (1859). I suoi contributi a questo periodico furono numerosi e importanti. Il suo lavoro principale fu Das Leben der Seele (Berlino, 1855-1857; 3ª ed., 1883). Altre opere filosofiche furono: Ueber den Ursprung der Sitten (1860 e 1867), Ueber die Ideen in der Geschichte (1865 e 1872), Zur Lehre von den Sinnestäuschungen (1867), Ideale Fragen (1875 e 1885), Erziehung und Geschichte (1881), Unser Standpunkt (1881) e Ueber die Reize des Spiels (1883).
A parte il grande interesse per la sua opera filosofica, Lazarus era preminente tra gli ebrei della cosiddetta denominazione semitica in Germania. Come Heine, Auerbach e Steinthal, divenne superiore agli ideali più ristretti degli ebrei tedeschi e occupò un posto di primo piano nella letteratura e nel pensiero tedeschi. Protestò contro il violento antisemitismo del tempo e, nonostante il tono moderato delle sue pubblicazioni, attirò su di sé una censura incondizionata. Scrisse a questo proposito una serie di articoli, raccolti nel 1887, con il titolo Treu und Frei: Reden und Vorträge über Juden und Judenthum. Nel 1869 e nel 1871 fu presidente del primo e del secondo sinodo ebraico a Lipsia e Augusta.

## Fondazione di "Völkerpsychologie"
La prima pubblicazione di Lazarus, Die Sittliche Berechtigung Preussens in Deutschland (Berlino, 1850), fece appello al grande pubblico. In questo libro rivendicava per la Prussia la leadership sugli altri stati tedeschi in funzione della sua superiorità politica, filosofica e religiosa. Dal 1850 si dedicò soprattutto alla psicologia. Applicando le leggi della psicologia dell'individuo alla nazione e all'umanità, stabilì un nuovo ramo di ricerca che chiamò "Völkerpsychologie" (psicologia nazionale). In un articolo intitolato Ueber den Begriff und die Möglichkeit einer Völkerpsychologie als Wissenschaft (nel "Deutsches Museum" di Robert Prutz, 1851) pose le basi per lo studio di questa scienza. Nove anni dopo, in collaborazione con Steinthal, suo amico e cognato, fondò la Zeitschrift für Völkerpsychologie und Sprachwissenschaft che continuò poi come Zeitschrift des Vereins für Volkskunde. Dal 1856 al 1858 pubblicò la sua opera principale, Das Leben der Seele in Monographien. In essa affrontava i principali problemi della psicologia dal punto di vista della filosofia di Herbart. Scritta in uno stile popolare e facile, trovò presto una vasta cerchia di lettori.
Nel 1860 fu chiamato all'Università di Berna come professore di psicologia e sei anni dopo tornò a Berlino e fu nominato insegnante di filosofia all'Accademia militare reale (1867). Nel 1874 divenne professore di filosofia all'università di quella città. Fu uno dei fondatori della "Schillerstiftung" e per molti anni il suo presidente, nonché curatore del Victoria Lyceum. In occasione del suo settantesimo compleanno fu onorato dall'imperatore tedesco, dall'Università di Berna e dall'Hebrew Union College-Jewish Institute of Religion di Cincinnati. Il primo gli conferì il titolo di "Königlicher Geheimer Regierungsrath", la seconda, la laurea honoris causa di dottore in giurisprudenza e il terzo, la laurea di dottore in teologia. Nel 1895, dopo la morte della sua prima moglie, sposò la vedova Nahida Ruth Remy, che sotto la sua influenza aveva abbracciato il giudaismo. Negli ultimi anni visse a Merano dove si era trasferito quando andò in pensione e dove morì.
Tra i suoi scritti filosofici e storici più brevi si possono citare: Ueber den Ursprung der Sitten  (1860), Ueber die Ideen in der Geschichte (1861), Zur Lehre von den Sinneserscheinungen (1867), Ein Psychologischer Blick in Unsere Zeit (1872), Ideale Fragen (1878), Erziehung und Geschichte (1881) e Ueber die Reize des Spiels (1883).

## Attività comunitaria
Prese parte attiva alla vita pubblica e spirituale degli ebrei prussiani. Dal 1867 al 1892 fu membro della Repräsentanten-Versammlung della congregazione ebraica di Berlino, dal 1882 al 1894, vicepresidente del Deutsch-Israelitischer Gemeindebund, dal 1867 al 1874, presidente della filiale berlinese dell'Alleanza israelitica universale, nel 1869 presidente del Sinodo ebraico di Lipsia e nel 1871 di quello di Augusta. Fu anche vicepresidente del Comitato ausiliario russo e del Comitato rumeno (1869-94). Fu inoltre uno dei fondatori della Lehranstalt für die Wissenschaft des Judenthums di Berlino e per molti anni presidente del suo consiglio. Era un oratore pubblico molto efficace e popolare. Le sue conferenze più importanti su ebrei ed ebraismo furono raccolte e pubblicate nel suo Treu und Frei, Lipsia, 1887.
Lazarus dedicò molto tempo ed energie alla lotta contro quell'antisemitismo che prese piede in Germania intorno al 1878. Fu uno dei più eminenti apologeti ebraici del suo tempo. Come molti dei suoi contemporanei, credeva (erroneamente) che l'antisemitismo fosse solo una fantasia passeggera, un fenomeno generato dai tempi reazionari, che poteva essere spiegato in scritti o indirizzi. Sosteneva che gli ebrei fossero uniti solo per mezzo della loro storia religiosa. In questo caso come in molti altri, quando considerava le questioni ebraiche, seguiva i dettami dei suoi desideri piuttosto che gli interessi del bene comune ("Gemeingeist"). Molto citata a scopo apologetico è la sua definizione del concetto di "nazione", come la caratteristica essenziale e unica oggettiva di cui non prende la somiglianza di costumi e morali, di territorio, religione e razza, ma il vincolo del linguaggio.

## "Die Ethik des Judenthums"
Dei suoi contributi più importanti alla letteratura ebraica si possono citare: Der Prophet Jeremias (1894), una conferenza, e Die Ethik des Judenthums. In quest'ultima opera Lazzaro considera l'etica come la risultante piuttosto che come il principio fondamentale della religione e, seguendo Kant, stabilisce come principio dell'etica ebraica, in particolare, la co-uguaglianza di Dio e della legge di autonomia, ma a causa della concezione ebraica di Dio, ovviamente, si arrese. Non riuscì a mostrare lo sviluppo storico della morale del giudaismo secondo le varie fonti, come è stato sottolineato da Herman Cohen.